# Stazione di Kanaya
La stazione di Kanaya (金谷駅 Kanaya-eki?) è una stazione ferroviaria della città di Shimada, nella prefettura di Shizuoka in Giappone. La stazione è servita dalla linea principale Tōkaidō della JR Central ed è capolinea della ferrovia turistica Ōigawa.

## Storia
La stazione di Kanaya aprì il 16 maggio 1890, un anno dopo il completamento della linea principale Tōkaidō sul segmento Shizuoka - Hamamatsu. La ferrovia Ōigawa arrivò alla stazione il 10 giugno 1927, mentre il servizio merci terminò nel 1971.

## Linee
JR Central
■ Linea principale Tōkaidō
Ferrovia Ōigawa
● Linea Ōigawa principale

## Caratteristiche
La stazione di Kanaya possiede due marciapiedi laterali con due binari per la linea JR, e un marciapiede con un binario per la ferrovia Ōigawa, tutte e tre in superficie, ed è dotata di tornelli automatici di accesso ai binari che supportano la tariffazione elettronica TOICA.
| 1 | ■ Linea principale Tōkaidō | per Shizuoka, Atami, Yokohama e Tokyo |
| 2 | ■ Linea principale Tōkaidō | per Kakegawa, Hamamatsu e Toyohashi   |

| 1 | ● Linea Ōigawa principale | per Shin-Kanaya, Owada, Tanokuchi e Senzu |

## Stazioni adiacenti
| «                                     | Servizio                              | »                                     |
| Linea principale Tōkaidō (JR Central) | Linea principale Tōkaidō (JR Central) | Linea principale Tōkaidō (JR Central) |
| ------------------------------------- | ------------------------------------- | ------------------------------------- |
| Shimada                               | Locale                                | Kikugawa                              |
| L'Homeliner non ferma                 |                                       |                                       |
| Linea Ōigawa principale               |                                       |                                       |
| Capolinea                             | Locale                                | Shin-Kanaya                           |
| Capolinea                             | Espresso Limitato                     | Shin-Kanaya                           |